# Campeonato Mundial de Balonmano Masculino de 2023
El XXVIII Campeonato Mundial de Balonmano Masculino se celebró en Polonia y Suecia entre el 11 y el 29 de enero de 2023 bajo la organización de la Federación Internacional de Balonmano (IHF), la Federación Polaca de Balonmano y la Federación Sueca de Balonmano.
Un total de treinta y dos selecciones nacionales de cinco confederaciones continentales compitieron por el título mundial, cuyo anterior portador era el equipo de Dinamarca, vencedor del Mundial de 2021.
El equipo de Dinamarca conquistó su tercer título mundial al derrotar en la final a la selección de Francia con un marcador de 29-34. En el partido por el tercer lugar el conjunto de España venció al de Suecia por 36-39.

## Clasificación
| Competición                            | Fecha                                        | Sede                         | Plazas | Equipos clasificados                                                                     |
| -------------------------------------- | -------------------------------------------- | ---------------------------- | ------ | ---------------------------------------------------------------------------------------- |
| Países anfitriones                     | —                                            | —                            | 2      | Polonia Suecia                                                                           |
| Campeonato Mundial                     | 13 – 31 de enero de 2021                     | Egipto                       | 1      | Dinamarca                                                                                |
| Campeonato Centro y Sudamericano       | 25 – 29 de enero de 2022                     | Recife · ( Brasil)           | 4      | Brasil Argentina Chile Uruguay                                                           |
| Campeonato Europeo                     | 13 – 30 de enero de 2022                     | Hungría · Eslovaquia         | 3      | España Francia Noruega                                                                   |
| Campeonato Asiático                    | 18 – 31 de enero de 2022                     | Arabia Saudita               | 5      | Catar Baréin Arabia Saudita Irán Corea del Sur                                           |
| Proceso europeo de clasificación       | 3 de noviembre de 2021 – 16 de abril de 2022 | —                            | 9      | Alemania Bélgica Croacia Hungría Islandia Macedonia del Norte Montenegro Portugal Serbia |
| Campeonato Norteamericano y del Caribe | 26 – 30 de junio de 2022                     | Ciudad de México · ( México) | 1      | Estados Unidos                                                                           |
| Campeonato Africano                    | 11 – 18 de julio de 2022                     | Egipto                       | 5      | Egipto Cabo Verde Marruecos Túnez Argelia                                                |
| Invitación                             | —                                            | —                            | 2      | Eslovenia Países Bajos                                                                   |
| TOTAL                                  |                                              |                              | 32     | 32                                                                                       |

## Sedes
| Foto | Grupo      | Ciudad                 | Instalación        | Capacidad |
| ---- | ---------- | ---------------------- | ------------------ | --------- |
|      | A, F y I   | Cracovia ( Polonia)    | Tauron Arena       | 15 030    |
|      | B, E y III | Katowice ( Polonia)    | Spodek             | 11 000    |
|      | Fase final | Gdańsk ( Polonia)      | Ergo Arena         | 11 400    |
|      | C y II     | Gotemburgo ( Suecia)   | Scandinavium       | 12 045    |
|      | D          | Kristianstad ( Suecia) | Kristianstad Arena | 4700      |
|      | G          | Jönköping ( Suecia)    | Husqvarna Garden   | 7000      |
|      | H y IV     | Malmö ( Suecia)        | Malmö Arena        | 12 600    |
|      | Fase final | Estocolmo ( Suecia)    | Tele2 Arena        | 20 000    |

## Árbitros
25 parejas de árbitros fueron elegidas para este campeonato.
| País                 | Árbitros                                |
| -------------------- | --------------------------------------- |
| Alemania             | Robert Schulze Tobias Tönnies           |
| Alemania             | Maike Merz Tanja Kuttler                |
| Argelia              | Yusef Beljiri Sid Ali Hamidi            |
| Argentina            | Julián Grillo Sebastián Lenci           |
| Argentina            | María Paolantoni Mariana García         |
| Bosnia y Herzegovina | Amar Konjičanin Dino Konjičanin         |
| Corea del Sur        | Koo Bon-Ok Lee Se-Ok                    |
| Croacia              | Matija Gubica Boris Milošević           |
| Dinamarca            | Mads Hansen Jesper Madsen               |
| Egipto               | Alaa Emam Hosam Hedaia                  |
| Eslovenia            | Bojan Lah David Sok                     |
| España               | Ignacio García Andreu Marín             |
| Francia              | Charlotte Bonaventura Julie Bonaventura |

| País                | Árbitros                         |
| ------------------- | -------------------------------- |
| Francia             | Karim Gasmi Raouf Gasmi          |
| Hungría             | Ádám Bíró Olivér Kiss            |
| Lituania            | Mindaugas Gatelis Vaidas Mažeika |
| Macedonia del Norte | Guiorgui Nachevski Slave Nikolov |
| Montenegro          | Ivan Pavićević Miloš Ražnatović  |
| Noruega             | Håvard Kleven Lars Jørum         |
| Portugal            | Duarte Santos Ricardo Fonseca    |
| República Checa     | Václav Horáček Jiří Novotný      |
| Serbia              | Marko Sekulić Vladimir Jovandić  |
| Suecia              | Mirza Kurtagic Mattias Wetterwik |
| Suiza               | Arthur Brunner Morad Salah       |
| Turquía             | Kürşad Erdoğan Ibrahim Özdeniz   |

## Grupos
El sorteo de los grupos se llevó a cabo el 2 de julio de 2022 en Katowice, Polonia. Además de Dinamarca, Polonia y Suecia, clasificados automáticamente como vigente campeón y organizadores, los otros 29 equipos participantes consiguieron su plaza mediante las diferentes competiciones organizadas por las confederaciones correspondientes. Tras el sorteo, los ocho grupos quedaron de la siguiente manera:
| Grupo A    | Grupo B        | Grupo C    | Grupo D       | Grupo E  | Grupo F             | Grupo G        | Grupo H   |
| ---------- | -------------- | ---------- | ------------- | -------- | ------------------- | -------------- | --------- |
| España     | Francia        | Suecia     | Islandia      | Alemania | Noruega             | Egipto         | Dinamarca |
| Montenegro | Polonia        | Brasil     | Portugal      | Catar    | Macedonia del Norte | Croacia        | Bélgica   |
| Chile      | Arabia Saudita | Cabo Verde | Hungría       | Serbia   | Argentina           | Marruecos      | Baréin    |
| Irán       | Eslovenia      | Uruguay    | Corea del Sur | Argelia  | Países Bajos        | Estados Unidos | Túnez     |

## Primera fase
- Todos los partidos en la hora local de Polonia/Suecia (UTC+1).

Los primeros tres de cada grupo alcanzan la segunda fase. Los equipos restantes juegan entre sí por los puestos 25 a 32.

### Grupo A
| Equipo     | J | G | E | P | GF | GC | DG  | PTS |
| ---------- | - | - | - | - | -- | -- | --- | --- |
| España     | 3 | 3 | 0 | 0 | 99 | 73 | +26 | 6   |
| Montenegro | 3 | 2 | 0 | 1 | 94 | 94 | 0   | 4   |
| Irán       | 3 | 1 | 0 | 2 | 78 | 93 | -15 | 2   |
| Chile      | 3 | 0 | 0 | 3 | 83 | 94 | -11 | 0   |

- Resultados

| Fecha | Hora  | Partido¹   | Partido¹ | Partido¹   | Resultado |
| ----- | ----- | ---------- | -------- | ---------- | --------- |
| 12.01 | 18:00 | Chile      | -        | Irán       | 24-25     |
| 12.01 | 20:30 | España     | -        | Montenegro | 30-25     |
| 14.01 | 18:00 | Montenegro | -        | Irán       | 34-31     |
| 14.01 | 20:30 | España     | -        | Chile      | 34-26     |
| 16.01 | 18:00 | Montenegro | -        | Chile      | 35-33     |
| 16.01 | 20:30 | Irán       | -        | España     | 22-35     |

- (¹) – Todos en Cracovia.

### Grupo B
| Equipo         | J | G | E | P | GF  | GC  | DG  | PTS |
| -------------- | - | - | - | - | --- | --- | --- | --- |
| Francia        | 3 | 3 | 0 | 0 | 102 | 78  | +24 | 6   |
| Eslovenia      | 3 | 2 | 0 | 1 | 96  | 77  | +19 | 4   |
| Polonia        | 3 | 1 | 0 | 2 | 74  | 82  | -8  | 2   |
| Arabia Saudita | 3 | 0 | 0 | 3 | 66  | 101 | -35 | 0   |

- Resultados

| Fecha | Hora  | Partido¹       | Partido¹ | Partido¹       | Resultado |
| ----- | ----- | -------------- | -------- | -------------- | --------- |
| 11.01 | 21:00 | Francia        | -        | Polonia        | 26-24     |
| 12.01 | 18:00 | Arabia Saudita | -        | Eslovenia      | 19-33     |
| 14.01 | 18:00 | Francia        | -        | Arabia Saudita | 41-23     |
| 14.01 | 20:30 | Polonia        | -        | Eslovenia      | 23-32     |
| 16.01 | 18:00 | Eslovenia      | -        | Francia        | 31-35     |
| 16.01 | 20:30 | Polonia        | -        | Arabia Saudita | 27-24     |

- (¹) – Todos en Katowice.

### Grupo C
| Equipo     | J | G | E | P | GF  | GC  | DG  | PTS |
| ---------- | - | - | - | - | --- | --- | --- | --- |
| Suecia     | 3 | 3 | 0 | 0 | 107 | 57  | +50 | 6   |
| Brasil     | 3 | 2 | 0 | 1 | 83  | 78  | +5  | 4   |
| Cabo Verde | 3 | 1 | 0 | 2 | 88  | 89  | -1  | 2   |
| Uruguay    | 3 | 0 | 0 | 3 | 61  | 115 | -54 | 0   |

- Resultados

| Fecha | Hora  | Partido¹   | Partido¹ | Partido¹   | Resultado |
| ----- | ----- | ---------- | -------- | ---------- | --------- |
| 12.01 | 18:00 | Cabo Verde | -        | Uruguay    | 33-25     |
| 12.01 | 20:30 | Suecia     | -        | Brasil     | 26-18     |
| 14.01 | 18:00 | Brasil     | -        | Uruguay    | 35-24     |
| 14.01 | 20:30 | Suecia     | -        | Cabo Verde | 34-27     |
| 16.01 | 18:00 | Brasil     | -        | Cabo Verde | 30-28     |
| 16.01 | 20:30 | Uruguay    | -        | Suecia     | 12-47     |

- (¹) – Todos en Gotemburgo.

### Grupo D
| Equipo        | J | G | E | P | GF | GC  | DG  | PTS |
| ------------- | - | - | - | - | -- | --- | --- | --- |
| Portugal      | 3 | 2 | 0 | 1 | 85 | 74  | +11 | 4   |
| Islandia      | 3 | 2 | 0 | 1 | 96 | 81  | +15 | 4   |
| Hungría       | 3 | 2 | 0 | 1 | 85 | 82  | +3  | 4   |
| Corea del Sur | 3 | 0 | 0 | 3 | 76 | 105 | -29 | 0   |

- Resultados

| Fecha | Hora  | Partido¹      | Partido¹ | Partido¹      | Resultado |
| ----- | ----- | ------------- | -------- | ------------- | --------- |
| 12.01 | 18:00 | Hungría       | -        | Corea del Sur | 35-27     |
| 12.01 | 20:30 | Islandia      | -        | Portugal      | 30-26     |
| 14.01 | 18:00 | Portugal      | -        | Corea del Sur | 32-24     |
| 14.01 | 20:30 | Islandia      | -        | Hungría       | 28-30     |
| 16.01 | 18:00 | Corea del Sur | -        | Islandia      | 25-38     |
| 16.01 | 20:30 | Portugal      | -        | Hungría       | 27-20     |

- (¹) – Todos en Kristianstad.

### Grupo E
| Equipo   | J | G | E | P | GF  | GC  | DG  | PTS |
| -------- | - | - | - | - | --- | --- | --- | --- |
| Alemania | 3 | 3 | 0 | 0 | 102 | 81  | +21 | 6   |
| Serbia   | 3 | 2 | 0 | 1 | 103 | 85  | +18 | 4   |
| Catar    | 3 | 1 | 0 | 2 | 80  | 89  | -9  | 2   |
| Argelia  | 3 | 0 | 0 | 3 | 72  | 102 | -30 | 0   |

- Resultados

| Fecha | Hora  | Partido¹ | Partido¹ | Partido¹ | Resultado |
| ----- | ----- | -------- | -------- | -------- | --------- |
| 13.01 | 18:00 | Alemania | -        | Catar    | 31-27     |
| 13.01 | 20:30 | Serbia   | -        | Argelia  | 36-27     |
| 15.01 | 18:00 | Alemania | -        | Serbia   | 34-33     |
| 15.01 | 20:30 | Catar    | -        | Argelia  | 29-24     |
| 17.01 | 18:00 | Argelia  | -        | Alemania | 21-37     |
| 17.01 | 20:30 | Catar    | -        | Serbia   | 24-34     |

- (¹) – Todos en Katowice.

### Grupo F
| Equipo              | J | G | E | P | GF | GC  | DG  | PTS |
| ------------------- | - | - | - | - | -- | --- | --- | --- |
| Noruega             | 3 | 3 | 0 | 0 | 98 | 74  | +24 | 6   |
| Países Bajos        | 3 | 2 | 0 | 1 | 89 | 70  | +19 | 4   |
| Argentina           | 3 | 1 | 0 | 2 | 75 | 87  | -12 | 2   |
| Macedonia del Norte | 3 | 0 | 0 | 3 | 77 | 108 | -31 | 0   |

- Resultados

| Fecha | Hora  | Partido¹            | Partido¹ | Partido¹            | Resultado |
| ----- | ----- | ------------------- | -------- | ------------------- | --------- |
| 13.01 | 18:00 | Argentina           | -        | Países Bajos        | 19-29     |
| 13.01 | 20:30 | Noruega             | -        | Macedonia del Norte | 39-27     |
| 15.01 | 18:00 | Macedonia del Norte | -        | Países Bajos        | 24-34     |
| 15.01 | 20:30 | Noruega             | -        | Argentina           | 32-21     |
| 17.01 | 18:00 | Macedonia del Norte | -        | Argentina           | 26-35     |
| 17.01 | 20:30 | Países Bajos        | -        | Noruega             | 26-27     |

- (¹) – Todos en Cracovia.

### Grupo G
| Equipo         | J | G | E | P | GF | GC  | DG  | PTS |
| -------------- | - | - | - | - | -- | --- | --- | --- |
| Egipto         | 3 | 3 | 0 | 0 | 96 | 57  | +39 | 6   |
| Croacia        | 3 | 2 | 0 | 1 | 98 | 77  | +21 | 4   |
| Estados Unidos | 3 | 1 | 0 | 2 | 66 | 102 | -36 | 2   |
| Marruecos      | 3 | 0 | 0 | 3 | 70 | 94  | -24 | 0   |

- Resultados

| Fecha | Hora  | Partido¹  | Partido¹ | Partido¹       | Resultado |
| ----- | ----- | --------- | -------- | -------------- | --------- |
| 13.01 | 18:00 | Marruecos | -        | Estados Unidos | 27-28     |
| 13.01 | 20:30 | Croacia   | -        | Egipto         | 22-31     |
| 15.01 | 18:00 | Egipto    | -        | Marruecos      | 30-19     |
| 15.01 | 20:30 | Croacia   | -        | Estados Unidos | 40-22     |
| 17.01 | 18:00 | Egipto    | -        | Estados Unidos | 35-16     |
| 17.01 | 20:30 | Croacia   | -        | Marruecos      | 36-24     |

- (¹) – Todos en Jönköping.

### Grupo H
| Equipo    | J | G | E | P | GF  | GC  | DG  | PTS |
| --------- | - | - | - | - | --- | --- | --- | --- |
| Dinamarca | 3 | 3 | 0 | 0 | 113 | 70  | +43 | 6   |
| Baréin    | 3 | 1 | 1 | 1 | 78  | 91  | -13 | 3   |
| Bélgica   | 3 | 1 | 0 | 2 | 87  | 102 | -15 | 2   |
| Túnez     | 3 | 0 | 1 | 2 | 77  | 92  | -15 | 1   |

- Resultados

| Fecha | Hora  | Partido¹  | Partido¹ | Partido¹  | Resultado |
| ----- | ----- | --------- | -------- | --------- | --------- |
| 13.01 | 18:00 | Baréin    | -        | Túnez     | 27-27     |
| 13.01 | 20:30 | Dinamarca | -        | Bélgica   | 43-28     |
| 15.01 | 18:00 | Bélgica   | -        | Túnez     | 31-29     |
| 15.01 | 20:30 | Dinamarca | -        | Baréin    | 36-21     |
| 17.01 | 18:00 | Bélgica   | -        | Baréin    | 28-30     |
| 17.01 | 20:30 | Túnez     | -        | Dinamarca | 21-34     |

- (¹) – Todos en Malmö.

## Segunda fase
- Todos los partidos en la hora local de Polonia/Suecia (UTC+1).

Los primeros dos de cada grupo disputan los cuartos de final.

### Grupo I
| Equipo     | J | G | E | P | GF  | GC  | DG  | PTS |
| ---------- | - | - | - | - | --- | --- | --- | --- |
| Francia    | 5 | 5 | 0 | 0 | 165 | 134 | +31 | 10  |
| España     | 5 | 4 | 0 | 1 | 149 | 124 | +25 | 8   |
| Eslovenia  | 5 | 3 | 0 | 2 | 158 | 133 | +25 | 6   |
| Polonia    | 5 | 2 | 0 | 3 | 123 | 127 | -4  | 4   |
| Montenegro | 5 | 1 | 0 | 4 | 126 | 154 | -28 | 2   |
| Irán       | 5 | 0 | 0 | 5 | 125 | 174 | -49 | 0   |

- Resultados

| Fecha | Hora  | Partido¹   | Partido¹ | Partido¹   | Resultado |
| ----- | ----- | ---------- | -------- | ---------- | --------- |
| 18.01 | 15:30 | Irán       | -        | Eslovenia  | 21-38     |
| 18.01 | 18:00 | Francia    | -        | Montenegro | 35-24     |
| 18.01 | 20:30 | España     | -        | Polonia    | 27-23     |
| 20.01 | 15:30 | Eslovenia  | -        | España     | 26-31     |
| 20.01 | 18:00 | Irán       | -        | Francia    | 29-41     |
| 20.01 | 20:30 | Montenegro | -        | Polonia    | 20-27     |
| 22.01 | 15:30 | Montenegro | -        | Eslovenia  | 23-31     |
| 22.01 | 18:00 | Irán       | -        | Polonia    | 22-26     |
| 22.01 | 21:00 | España     | -        | Francia    | 26-28     |

- (¹) – Todos en Cracovia.

### Grupo II
| Equipo     | J | G | E | P | GF  | GC  | DG  | PTS |
| ---------- | - | - | - | - | --- | --- | --- | --- |
| Suecia     | 5 | 5 | 0 | 0 | 164 | 133 | +31 | 10  |
| Hungría    | 5 | 3 | 0 | 2 | 148 | 147 | +1  | 6   |
| Islandia   | 5 | 3 | 0 | 2 | 169 | 158 | +11 | 6   |
| Portugal   | 5 | 2 | 1 | 2 | 146 | 133 | +13 | 5   |
| Brasil     | 5 | 1 | 1 | 3 | 138 | 151 | -13 | 3   |
| Cabo Verde | 5 | 0 | 0 | 5 | 138 | 181 | -43 | 0   |

- Resultados

| Fecha | Hora  | Partido¹   | Partido¹ | Partido¹ | Resultado |
| ----- | ----- | ---------- | -------- | -------- | --------- |
| 18.01 | 15:30 | Portugal   | -        | Brasil   | 28-28     |
| 18.01 | 18:00 | Cabo Verde | -        | Islandia | 30-40     |
| 18.01 | 20:30 | Suecia     | -        | Hungría  | 37-28     |
| 20.01 | 15:30 | Cabo Verde | -        | Portugal | 23-35     |
| 20.01 | 18:00 | Brasil     | -        | Hungría  | 25-28     |
| 20.01 | 20:30 | Islandia   | -        | Suecia   | 30-35     |
| 22.01 | 15:30 | Cabo Verde | -        | Hungría  | 30-42     |
| 22.01 | 18:00 | Brasil     | -        | Islandia | 37-41     |
| 22.01 | 20:30 | Suecia     | -        | Portugal | 32-30     |

- (¹) – Todos en Gotemburgo.

### Grupo III
| Equipo       | J | G | E | P | GF  | GC  | DG  | PTS |
| ------------ | - | - | - | - | --- | --- | --- | --- |
| Noruega      | 5 | 5 | 0 | 0 | 148 | 118 | +30 | 10  |
| Alemania     | 5 | 4 | 0 | 1 | 163 | 133 | +30 | 8   |
| Serbia       | 5 | 3 | 0 | 2 | 155 | 141 | +14 | 6   |
| Países Bajos | 5 | 2 | 0 | 3 | 143 | 141 | +2  | 4   |
| Argentina    | 5 | 1 | 0 | 4 | 107 | 150 | -43 | 2   |
| Catar        | 5 | 0 | 0 | 5 | 120 | 153 | -33 | 0   |

- Resultados

| Fecha | Hora  | Partido¹     | Partido¹ | Partido¹     | Resultado |
| ----- | ----- | ------------ | -------- | ------------ | --------- |
| 19.01 | 15:30 | Catar        | -        | Países Bajos | 30-32     |
| 19.01 | 18:00 | Alemania     | -        | Argentina    | 39-19     |
| 19.01 | 20:30 | Noruega      | -        | Serbia       | 31-28     |
| 21.01 | 15:30 | Serbia       | -        | Argentina    | 28-22     |
| 21.01 | 18:00 | Catar        | -        | Noruega      | 17-30     |
| 21.01 | 20:30 | Países Bajos | -        | Alemania     | 26-33     |
| 23.01 | 15:30 | Catar        | -        | Argentina    | 22-26     |
| 23.01 | 18:00 | Serbia       | -        | Países Bajos | 32-30     |
| 23.01 | 20:30 | Alemania     | -        | Noruega      | 26-28     |

- (¹) – Todos en Katowice.

### Grupo IV
| Equipo         | J | G | E | P | GF  | GC  | DG  | PTS |
| -------------- | - | - | - | - | --- | --- | --- | --- |
| Dinamarca      | 5 | 4 | 1 | 0 | 174 | 130 | +44 | 9   |
| Egipto         | 5 | 4 | 0 | 1 | 150 | 118 | +32 | 8   |
| Croacia        | 5 | 3 | 1 | 1 | 171 | 143 | +28 | 7   |
| Baréin         | 5 | 2 | 0 | 3 | 137 | 160 | -23 | 4   |
| Estados Unidos | 5 | 1 | 0 | 4 | 113 | 162 | -49 | 2   |
| Bélgica        | 5 | 0 | 0 | 5 | 132 | 164 | -32 | 0   |

- Resultados

| Fecha | Hora  | Partido¹       | Partido¹ | Partido¹  | Resultado |
| ----- | ----- | -------------- | -------- | --------- | --------- |
| 19.01 | 15:30 | Estados Unidos | -        | Baréin    | 27-32     |
| 19.01 | 18:00 | Egipto         | -        | Bélgica   | 33-28     |
| 19.01 | 20:30 | Dinamarca      | -        | Croacia   | 32-32     |
| 21.01 | 15:30 | Baréin         | -        | Egipto    | 22-26     |
| 21.01 | 18:00 | Croacia        | -        | Bélgica   | 34-26     |
| 21.01 | 20:30 | Estados Unidos | -        | Dinamarca | 24-33     |
| 23.01 | 15:30 | Estados Unidos | -        | Bélgica   | 24-22     |
| 23.01 | 18:00 | Croacia        | -        | Baréin    | 43-32     |
| 23.01 | 20:30 | Egipto         | -        | Dinamarca | 25-30     |

- (¹) – Todos en Malmö.

## Fase final
- Todos los partidos en la hora local de Polonia/Suecia (UTC+1).

|  | Cuartos de final | Cuartos de final |           |         | Semifinales | Semifinales |        |              | Final        | Final       |  |
|  | 25 de enero      | 25 de enero      |           |         | 27 de enero | 27 de enero |        |              | 29 de enero  | 29 de enero |  |
|  |                  |                  |           |         |             |             |        |              |              |             |  |
|  |                  |                  |           |         |             |             |        |              |              |             |  |
|  | Francia          | 35               |           |         |             |             |        |              |              |             |  |
|  | Francia          | 35               |           |         |             |             |        |              |              |             |  |
|  | Alemania         | 28               |           |         |             |             |        |              |              |             |  |
|  | Alemania         | 28               |           | Francia | 31          |             |        |              |              |             |  |
|  |                  |                  |           | Francia | 31          |             |        |              |              |             |  |
|  |                  |                  | Suecia    | 26      |             |             |        |              |              |             |  |
|  | Suecia           | 26               | Suecia    | 26      |             |             |        |              |              |             |  |
|  | Suecia           | 26               |           |         |             |             |        |              |              |             |  |
|  | Egipto           | 22               |           |         |             |             |        |              |              |             |  |
|  | Egipto           | 22               |           |         |             |             |        | Francia      | 29           |             |  |
|  |                  |                  |           |         |             |             |        | Francia      | 29           |             |  |
|  |                  |                  | Dinamarca | 34      |             |             |        |              |              |             |  |
|  | Noruega          | 34               | Dinamarca | 34      |             |             |        |              |              |             |  |
|  | Noruega          | 34               |           |         |             |             |        |              |              |             |  |
|  | España TE        | 35               |           |         |             |             |        |              |              |             |  |
|  | España TE        | 35               |           | España  | 23          |             |        | Tercer lugar | Tercer lugar |             |  |
|  |                  |                  |           | España  | 23          |             |        | Tercer lugar | Tercer lugar |             |  |
|  |                  |                  | Dinamarca | 26      |             |             |        |              |              |             |  |
|  | Dinamarca        | 40               | Dinamarca | 26      |             |             | Suecia | 36           |              |             |  |
|  | Dinamarca        | 40               |           |         |             |             | Suecia | 36           |              |             |  |
|  | Hungría          | 23               |           |         |             |             |        |              | España       | 39          |  |
|  | Hungría          | 23               |           |         |             |             |        |              | España       | 39          |  |
|  |                  |                  |           |         |             |             |        |              |              |             |  |

### Cuartos de final
| Fecha | Hora  | Partido¹  | Partido¹ | Partido¹ | Resultado |
| ----- | ----- | --------- | -------- | -------- | --------- |
| 25.01 | 18:00 | Noruega   | -        | España   | 34-35 TE  |
| 25.01 | 18:00 | Dinamarca | -        | Hungría  | 40-23     |
| 25.01 | 20:30 | Francia   | -        | Alemania | 35-28     |
| 25.01 | 20:30 | Suecia    | -        | Egipto   | 26-22     |

- (¹) – El primero y el tercero en Gdańsk, los otros dos en Estocolmo.

### Partidos de clasificación
5.º a 8.º lugar
| Fecha | Hora  | Partido¹ | Partido¹ | Partido¹ | Resultado |
| ----- | ----- | -------- | -------- | -------- | --------- |
| 27.01 | 15:30 | Alemania | -        | Egipto   | 35-34 TE  |
| 27.01 | 18:00 | Noruega  | -        | Hungría  | 33-25     |

Séptimo lugar
| Fecha | Hora  | Partido¹ | Partido¹ | Partido¹ | Resultado |
| ----- | ----- | -------- | -------- | -------- | --------- |
| 29.01 | 15:30 | Egipto   | -        | Hungría  | 36-35 TE  |

Quinto lugar
| Fecha | Hora  | Partido¹ | Partido¹ | Partido¹ | Resultado |
| ----- | ----- | -------- | -------- | -------- | --------- |
| 29.01 | 13:00 | Alemania | -        | Noruega  | 28-24     |

- (¹) – En Estocolmo.

### Semifinales
| Fecha | Hora  | Partido¹ | Partido¹ | Partido¹  | Resultado |
| ----- | ----- | -------- | -------- | --------- | --------- |
| 27.01 | 18:00 | España   | -        | Dinamarca | 23-26     |
| 24.01 | 20:30 | Francia  | -        | Suecia    | 31-26     |

- (¹) – El primero en Gdańsk y el segundo en Estocolmo.

### Tercer lugar
| Fecha | Hora  | Partido¹ | Partido¹ | Partido¹ | Resultado |
| ----- | ----- | -------- | -------- | -------- | --------- |
| 29.01 | 18:00 | Suecia   | -        | España   | 36-39     |

### Final
| Fecha | Hora  | Partido¹ | Partido¹ | Partido¹  | Resultado |
| ----- | ----- | -------- | -------- | --------- | --------- |
| 29.01 | 20:30 | Francia  | -        | Dinamarca | 29-34     |

- (¹) – En Estocolmo.

## Medallistas
| Dinamarca | Francia | España |
| Michael Damgaard Mathias Gidsel Simon Hald Jóhan Hansen Mikkel Hansen Jacob Holm Mads Hoxer R Emil Jakobsen Lukas Jørgensen Niclas Kirkeløkke Magnus Landin Jacobsen Niklas Landin Rasmus Lauge Hans Lindberg Mads Mensah Larsen Kevin Møller Lasse Møller R Henrik Møllgaard Simon Pytlick Magnus Saugstrup | Charles Bolzinger Thibaud Briet Rémi Desbonnet Ludovic Fabregas Vincent Gérard Mathieu Grébille Luka Karabatic Nikola Karabatić Romain Lagarde Yanis Lenne Kentin Mahé Dika Mem Dylan Nahi Valentin Porte Elohim Prandi Nedim Remili Melvyn Richardson Nicolas Tournat | Joan Cañellas Agustín Casado Rodrigo Corrales Alex Dujshebaev Daniel Dujshebaev Daniel Fernández Jiménez Ángel Fernández Pérez Adrià Figueras Imanol Garciandia Gedeón Guardiola Jorge Maqueda Kauldi Odriozola Iñaki Peciña Gonzalo Pérez de Vargas Miguel Sánchez-Migallón Abel Serdio Ferrán Solé Ian Tarrafeta R Pol Valera |
| Nikolaj Jacobsen (seleccionador) | Guillaume Gille (seleccionador) | Jordi Ribera (seleccionador) |

## Estadísticas

### Clasificación general
| 1. Dinamarca JO         |
| 2. Francia CM           |
| 3. España               |
| 4. Suecia               |
| 5. Alemania             |
| 6. Noruega              |
| 7. Egipto               |
| 8. Hungría              |
| 9. Croacia              |
| 10. Eslovenia           |
| 11. Serbia              |
| 12. Islandia            |
| 13. Portugal            |
| 14. Países Bajos        |
| 15. Polonia             |
| 16. Baréin              |
| 17. Brasil              |
| 18. Montenegro          |
| 19. Argentina           |
| 20. Estados Unidos      |
| 21. Bélgica             |
| 22. Catar               |
| 23. Cabo Verde          |
| 24. Irán                |
| 25. Túnez               |
| 26. Chile               |
| 27. Macedonia del Norte |
| 28. Corea del Sur       |
| 29. Arabia Saudita      |
| 30. Marruecos           |
| 31. Argelia             |
| 32. Uruguay             |

### Máximos goleadores
| Núm. | Nombre             | Selección    | Goles | Tiros | %    | Partidos jugados |
| ---- | ------------------ | ------------ | ----- | ----- | ---- | ---------------- |
| 1    | Mathias Gidsel     | Dinamarca    | 60    | 80    | 75 % | 9                |
| 2    | Erwin Feuchtmann   | Chile        | 54    | 77    | 70 % | 7                |
| 3    | Juri Knorr         | Alemania     | 53    | 85    | 62 % | 9                |
| 4    | Simon Pytlick      | Dinamarca    | 51    | 70    | 73 % | 9                |
| 5    | Bjarki Már Elísson | Islandia     | 45    | 59    | 76 % | 6                |
| 6    | Alex Dujshebaev    | España       | 44    | 65    | 68 % | 9                |
| 6    | Kay Smits          | Países Bajos | 44    | 66    | 67 % | 6                |
| 6    | Richárd Bodó       | Hungría      | 44    | 74    | 59 % | 9                |
| 9    | Mikkel Hansen      | Dinamarca    | 41    | 60    | 68 % | 9                |
| 9    | Ali Zein           | Egipto       | 41    | 64    | 64 % | 9                |

Fuente: 

### Mejores porteros
| Núm. | Nombre              | Equipo    | Paradas | Tiros | %    | Partidos jugados |
| ---- | ------------------- | --------- | ------- | ----- | ---- | ---------------- |
| 1    | Tobias Thulin       | Suecia    | 39      | 100   | 39 % | 7                |
| 2    | Rémi Desbonnet      | Francia   | 36      | 95    | 38 % | 9                |
| 3    | Torbjørn Bergerud   | Noruega   | 81      | 220   | 37 % | 9                |
| 3    | Andreas Wolff       | Alemania  | 112     | 305   | 37 % | 9                |
| 3    | Mateusz Kornecki    | Polonia   | 30      | 82    | 37 % | 3                |
| 6    | Andreas Palicka     | Suecia    | 72      | 202   | 36 % | 7                |
| 7    | Abdelrahman Homayed | Egipto    | 31      | 89    | 35 % | 7                |
| 8    | Niklas Landin       | Dinamarca | 88      | 256   | 34 % | 9                |
| 8    | Urban Lesjak        | Eslovenia | 50      | 146   | 34 % | 6                |
| 10   | Miguel Ferreira     | Portugal  | 51      | 154   | 33 % | 6                |
| 10   | Asil Namli          | Túnez     | 34      | 104   | 33 % | 6                |
| 10   | Mate Šunjić         | Croacia   | 29      | 89    | 33 % | 4                |
| 10   | Kevin Møller        | Dinamarca | 27      | 81    | 33 % | 9                |

Fuente: 

### Equipo ideal
- Mejor jugador del campeonato —MVP—: Mathias Gidsel ( Dinamarca).
- Mejor jugador joven del campeonato: Juri Knorr ( Alemania).

| Posición          | Nombre                | País      |
| ----------------- | --------------------- | --------- |
| Portero           | Andreas Wolff         | Alemania  |
| Extremo derecho   | Niclas Ekberg         | Suecia    |
| Extremo izquierdo | Ángel Fernández Pérez | España    |
| Pivote            | Ludovic Fabregas      | Francia   |
| Central           | Nedim Remili          | Francia   |
| Lateral derecho   | Alex Dujshebaev       | España    |
| Lateral izquierdo | Simon Pytlick         | Dinamarca |

Fuente:  ==Referencias==
1. ↑  «Poland/Sweden 2023 All-Star Team Revealed». Pág. de la IHF (en inglés). 29 de enero de 2023. Consultado el 22 de abril de 2024.
2. ↑  «2021 and 2023 IHF Men’s World Championships Awarded». Pág. de la IHF (en inglés). 6 de noviembre de 2016. Consultado el 22 de abril de 2024.
3. ↑  «Dinamarca, primera selección que gana tres Mundiales consecutivos». Marca. 29 de enero de 2023. Consultado el 22 de abril de 2024.
4. ↑  «Épica reacción de los Hispanos que les da otro bronce en el Mundial». Marca. 29 de enero de 2023. Consultado el 22 de abril de 2024.
5. ↑  «Netherlands and Slovenia receive Wild Cards for Poland/Sweden 2023». Pág. de la IHF (en inglés). 28 de junio de 2022. Consultado el 22 de abril de 2024.
6. ↑  «IHF announce referees for the 28th IHF Men's World Championship». Pág. de la IHF (en inglés). 16 de noviembre de 2022. Consultado el 22 de abril de 2024.
7. ↑  «Poland/Sweden 2023 draw concludes with high-profile clashes highlighting preliminary round». Pág. de la IHF (en inglés). 2 de julio de 2022. Consultado el 22 de abril de 2024.
8. ↑  «Team Roster». Pág. de la IHF (en inglés). 22 de enero de 2023. Consultado el 22 de abril de 2024.
9. ↑  «Team Roster». Pág. de la IHF (en inglés). 11 de enero de 2023. Consultado el 22 de abril de 2024.
10. ↑  «Team Roster». Pág. de la IHF (en inglés). 16 de enero de 2023. Consultado el 22 de abril de 2024.